# Miliana
Ne doit pas être confondu avec Khemis Miliana.
Miliana (en arabe : مليانة) est une commune algérienne de la wilaya d'Aïn Defla, chef-lieu éponyme de daïra de Miliana, elle est située au sud du Dahra, sur les contreforts du mont Zaccar, dominant la vallée du Chelif.
Miliana est fondée au Xe siècle par le prince ziride Bologhine ibn Ziri sur les ruines d'une ville romaine: Zucchabar. Elle perd son importance durant la période coloniale, au profit de Khemis Miliana, située dans la plaine. Sa vieille ville qui dispose de plusieurs monuments, a été classé secteur sauvegardé.

## Géographie

### Localisation
La commune de Miliana est située au nord de la wilaya d'Aïn Defla. La ville se situe à 114 km au sud-ouest d'Alger, à 50 km à l'ouest de Médéa et à 92 km à l'est de Chlef.
| Ben Allal      | Aïn Torki      | Aïn Torki   |
| Ben Allal      | Miliana        | Aïn Torki   |
| Khemis Miliana | Khemis Miliana | Aïn Soltane |

### Relief
La ville est bâtie à 740 mètres d'altitude sur une plate-forme rocheuse aux contours abrupts en saillie sur le penchant méridional du mont Zaccar qui la couvre entièrement au nord. Elle domine, à l'est et au sud la vallée du Chélif et à l'ouest un grand plateau qui s’étend jusqu'à la chaîne de l'Ouarsenis.

### Lieux-dits
En 1984, la commune de Miliana est constituée à partir des lieux-dits suivants :
- Miliana Centre ;
- El Anasseur ;
- Zougala ;
- EI Hammama Korkah ;
- Oued E'Rihane ;
- Sidi El Ghoul ;
- Ain SBaa ;
- Ain El Berkouk.

### Climat
Miliana a un climat méditerranéen. Les hivers sont doux voire frais, et les étés sont très chauds. Les précipitations atteignent ou dépassent 800 mm par an. La fraîcheur relative de la température et l'abondance des eaux courantes entretiennent une riche végétation.

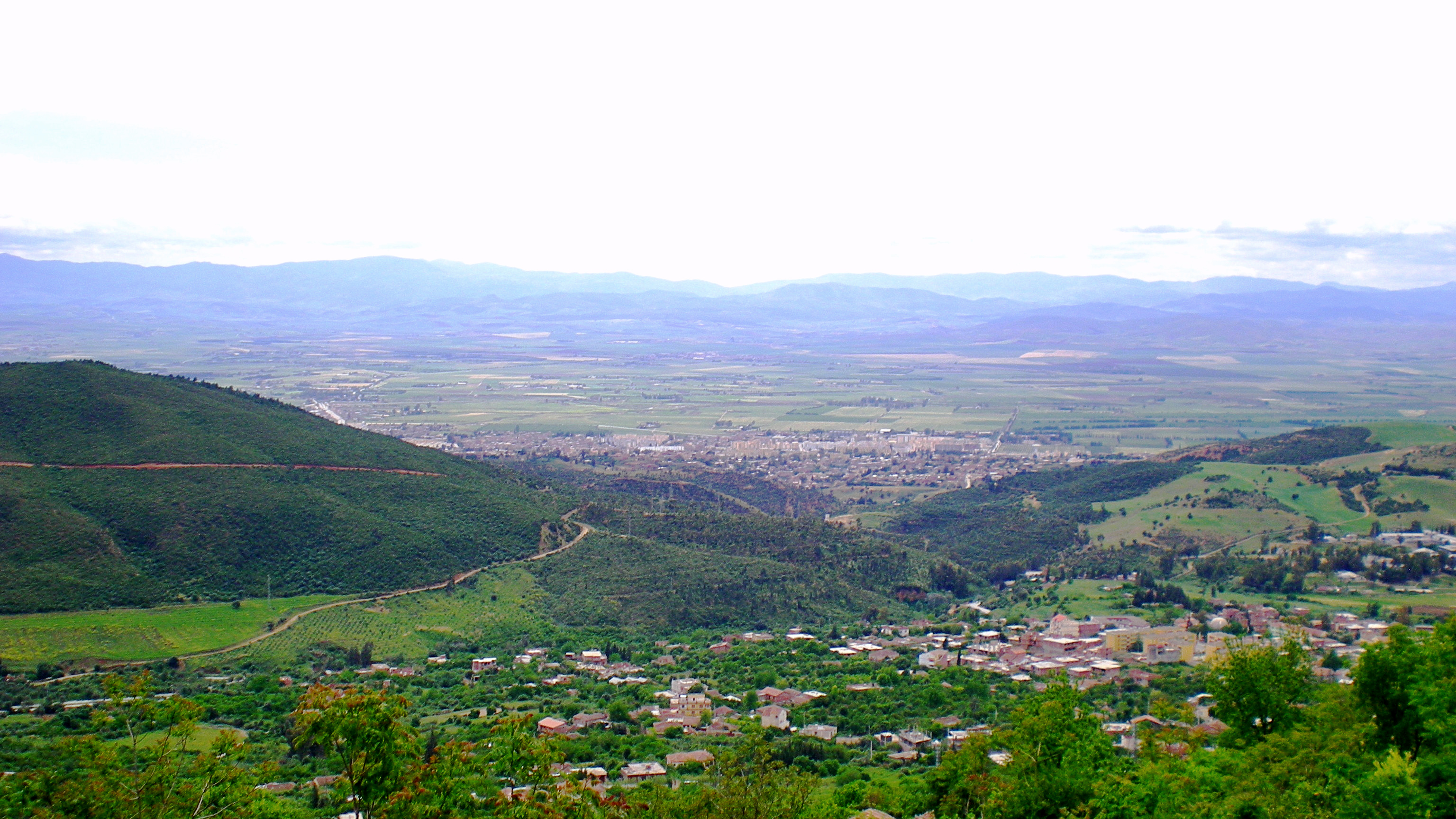
Extension de la ville sur le piémont. En arrière-plan Khemis Miliana dans la plaine.

| Mois                              | jan.  | fév. | mars  | avril | mai  | juin | jui. | août | sep. | oct. | nov.  | déc.  | année |
| --------------------------------- | ----- | ---- | ----- | ----- | ---- | ---- | ---- | ---- | ---- | ---- | ----- | ----- | ----- |
| Température minimale moyenne (°C) | 5,5   | 6,2  | 7,4   | 9     | 12,5 | 17   | 21   | 21,1 | 17,7 | 13,3 | 9,2   | 6,5   |       |
| Température moyenne (°C)          | 8,6   | 9,6  | 11,3  | 13,2  | 17,3 | 22,2 | 26,6 | 26,6 | 22,9 | 17,7 | 12,8  | 9,3   |       |
| Température maximale moyenne (°C) | 11,7  | 12,9 | 15,2  | 17,4  | 22   | 27,4 | 32,1 | 32,2 | 28   | 21,9 | 16,4  | 12,3  |       |
| Précipitations (mm)               | 120,5 | 124  | 112,3 | 71,3  | 47,9 | 16,8 | 5,8  | 7,1  | 29,6 | 68,9 | 103,3 | 119,8 | 827,3 |

| Diagramme climatique                                  |            |              |           |            |            |           |             |            |              |              |              |
| J                                                     | F          | M            | A         | M          | J          | J         | A           | S          | O            | N            | D            |
| 11,75,5120,5                                          | 12,96,2124 | 15,27,4112,3 | 17,4971,3 | 2212,547,9 | 27,41716,8 | 32,1215,8 | 32,221,17,1 | 2817,729,6 | 21,913,368,9 | 16,49,2103,3 | 12,36,5119,8 |
| Moyennes : • Temp. maxi et mini °C • Précipitation mm |            |              |           |            |            |           |             |            |              |              |              |

## Toponymie
Les anciens historiens comme Pline l'Ancien et Ptolémée ont eu des divergences quant à l'origine, du toponyme de cette localité. Plusieurs appellations ont été citées telles que Zucchabar ou Sugabar et Manliana ou Malliana.
Le toponyme Zucchabar ou Sugabar a été mentionné dans les monuments épigraphiques indiquant l'emplacement princeps de la cité. Ce nom serait d'importation phénicienne ou libyco-berbère signifiant « marché du blé » .
Le nom de Manliana ou Malliana est cité dans l'antiquité pour une agglomération située à l'emplacement actuel de la ville ou dans ses environs et Saint Augustin évoque un évêque de cette cité. Ce nom d'origine latine est attribué à une fille de famille patricienne romaine (Manlia) propriétaire de grands domaines dans cette région agricole de la vallée du Chélif. Mais selon d'autres auteurs, ce nom est berbère. Pline a, quant à lui, qualifié cette cité de Colonia Augusta.
À la conquête arabe Manliana fut arabisée pour devenir "Meliana", qui signifie en arabe, « emplie", ie. pleine de richesses », en somme de ressources en eau et en fruits.

## Histoire

### Époque antique
Miliana fut longtemps une capitale-refuge des rois Numides. En 105 av. J.-C. Jugurtha aurait été capturé non loin de la région.
Une garnison romaine est fondée à Zucchabar par l'empereur Octave entre 27 et 25 av. J.-C.. La ville est citée lors de l'insurrection du chef berbère Firmus, en 375 ; le général romain Théodose a évacué Césarée (Cherchell) pour occuper Sugabar. Les ruines de Zucchabar se voyaient au temps d’Al-Bakri, et dont quelques vestiges ont été signalés par Thomas Shaw, au XVIIIe siècle, ils subsistaient encore lors de l’occupation française.
Elle a été l'une des grandes cités de la province de Maurétanie Césarienne et siège d'un évêché. Au Ve siècle, avec le déferlement des Vandales, la ville romaine s'effaça avec la plupart de ses monuments antiques.

### Époque berbéro-musulmane

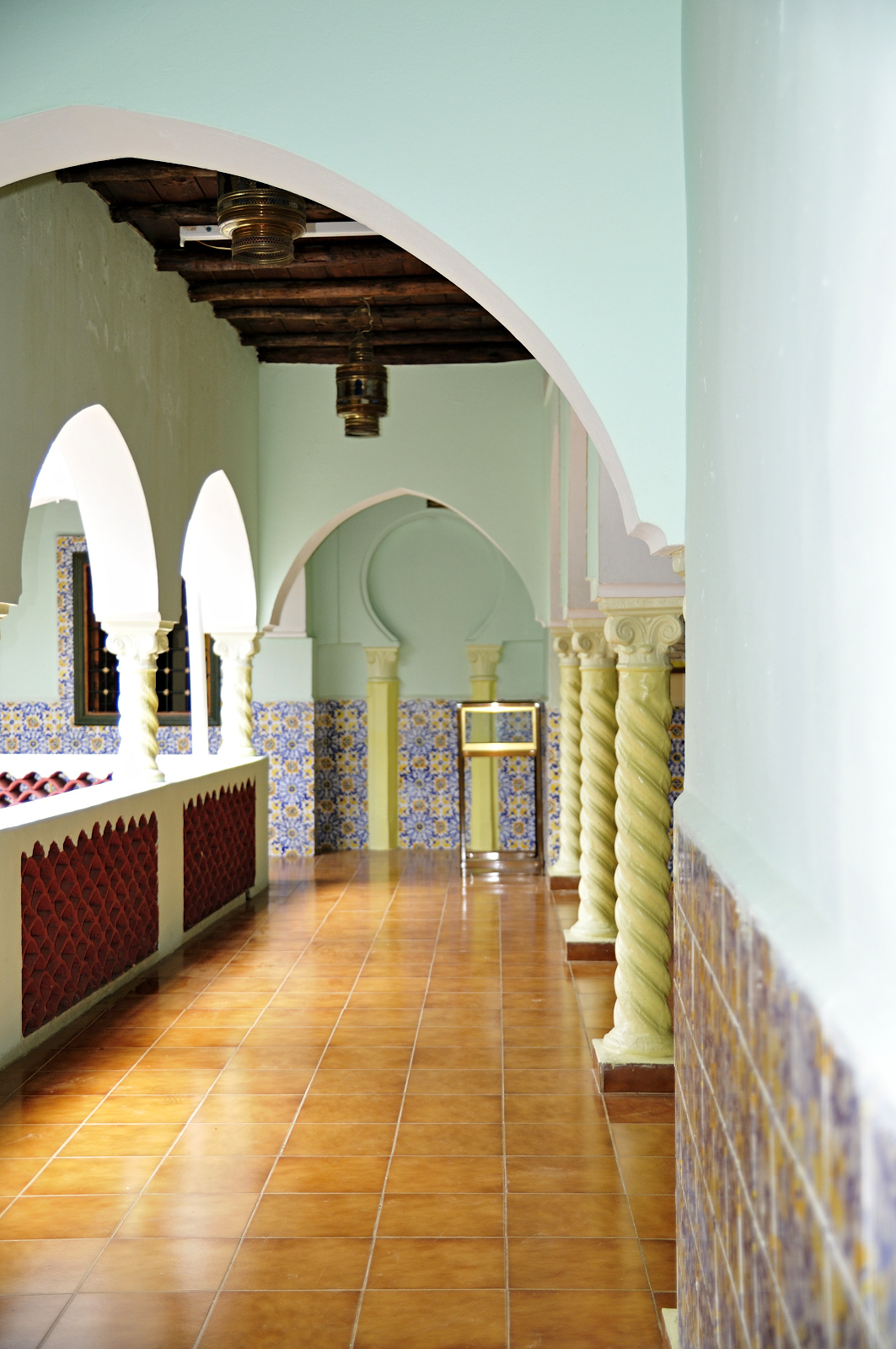
L’ancienne demeure de l'Emir Abdelkader aujourd'hui musée municipal

La ville fait partie du territoire des Maghraouas. Entre 972 et 980, le prince ziride Bologhine ibn Ziri fondateur d'Alger et de Médéa, construit une médina sur les ruines de la ville romaine. Durant cette période, la ville renait et connait une grande prospérité. Elle est citée par plusieurs géographes musulmans. Au Xe siècle, Ibn Hawqal est le premier à citer la ville dans ses écrits. Il la qualifie de « Cité antique, pourvue de moulins que fait tourner son cours d'eau et possédant un grand nombre de canaux d'irrigation. ».
Au XIe siècle, Al Bakri écrit que Miliana fait partie, avec Alger et Médéa, des villes construites par Bologhine. L'auteur la mentionne comme une cité prospère, bien peuplée, bien approvisionnée et possédant un bazar fréquenté. Al Idrissi signale l’abondance des eaux et la fertilité du pays environnant.
Au XIVe siècle Ibn Khaldoun décrit la ville : « C'est une cité faisant partie du domaine Maghrawa Beni Warsifen dans la plaine de Chélif… Et que Boluggine a tracé le plan d'El Djezaïr, de Melyana et de Lemdiya. ». Au cours de cette période, Miliana était un foyer de culture. Elle abrite un grand nombre d'érudits dans différentes disciplines et notamment des hommes de sciences, tels que : Ahmed Ben Otmane El Meliani, poète et écrivain du XIIIe siècle et Ali Ben Omrane Ben Moussa El Miliani, théologien ou Ali Ben Meki El Miliani, théologien et juriste du XIVe siècle.
À l'instar des autres villes du Maghreb, Miliana a connu plusieurs conquêtes ainsi que des troubles politiques. En 1081, Youssef Ibn Tachfin, chef des Almoravides occupe Alger, Médéa et Miliana. Par la suite, la ville est intégrée à l'empire Almohade en 1149, après la chute de la dynastie des Hammadides. En 1184, les Beni Ghania s'emparent de la ville à l'instar d'autres villes du Maghreb central. L'année suivante (1185), les Almohades contre-attaquent, les Beni Ghania se replient alors en Ifriqiya.

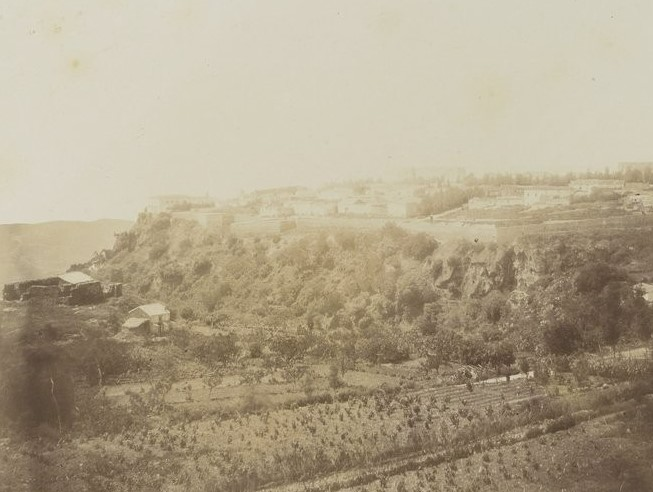
Vue générale de Miliana, moitié du XIXe siècle

En 1238, les Hafsides de Tunis soutiennent leurs alliés les Beni Tudjin en possession de la ville et en 1261, ils assiègent la cité. En 1268, le souverain Zianide Yaghmoracen Ibn Zyan tente d’occuper la région de Miliana. La ville ne sera occupée par les rois de Tlemcen qu'en 1308 ; les Abdelwadides imposant leur autorité sur Miliana et sur presque toutes les villes du Maghreb central. Lors de la décadence du royaume Zianide, un prince de cette dynastie s'empare de Miliana, Médéa et Ténès en 1438, mais il est assassiné par son fils, El Mostancer qui devient roi de Ténès. Elle redevint par la suite une dépendance de Tlemcen.
En 1517, Arudj Barberousse s'empare de la ville et de la vallée du Chélif et Miliana devient une caïdat turc. Cependant la région connait de nombreux soulèvements contre l'autorité ottomane durant cette période, notamment la révolte de la tribu des Righas sous le commandement du chef Bouterik, ou Bou-Trek connu sous le nom de la révolte de Boutrig, ce dernier occupa toute la Metidja et bloqua Alger au premier trimestre de l'année 1544, il fut battu par le chef de la régence d'Alger Hadji Pacha à la fin du mois de mai de 1544 à l'endroit de la bataille  qui se situe entre Oued Djer et El Affroun. Miliana tient par la suite, son rôle urbain du khalifalik de l'est du beylik de l'Ouest.

### Époque coloniale

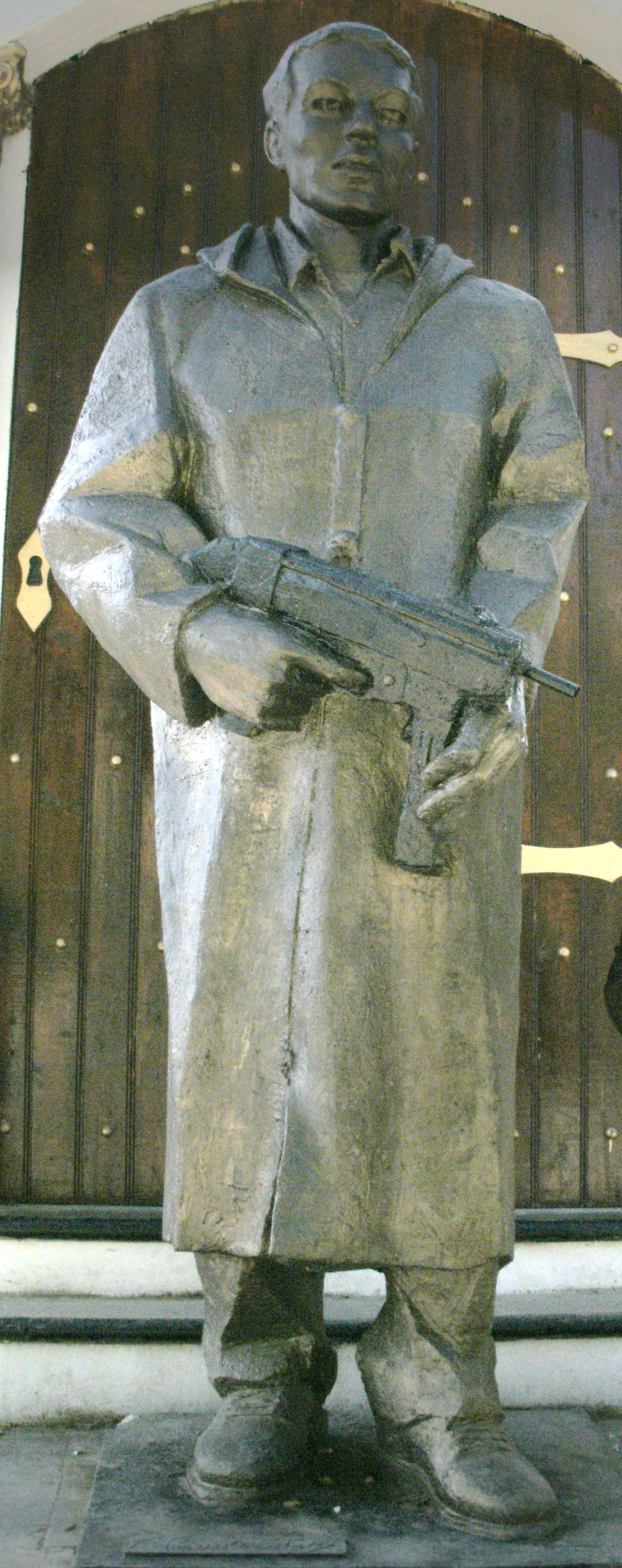
Statue d'Ali la Pointe sur la place éponyme.

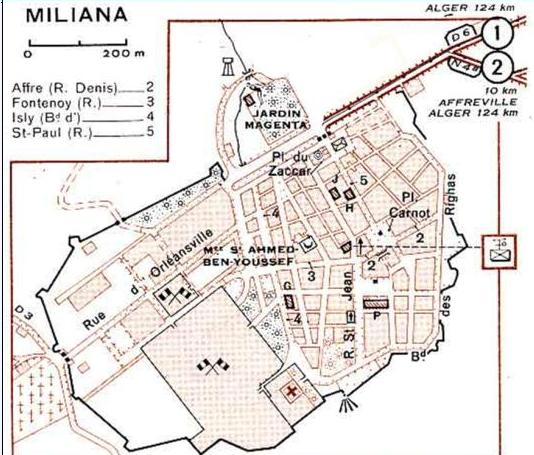
Plan de Miliana à la fin des années 1950.

Après la prise d'Alger en 1830, demeure d’abord indépendante, les Français se heurtent à la résistance de la population qui fait allégeance à l'émir Abdelkader qui installe à Miliana un califat en 1835.
Le traité de paix de Desmichels garantit à l'émir Abdelkader de prendre possession de Miliana à partir de 1835 où il fut accueilli chaleureusement par la population et les notables de la ville.
En raison de la position géostratégique de la région, Miliana devint un califat gouverné par le calife Mahieddine Seghir (1835-1837) puis par le calife Ben Allel (1837-1840) qui disposait de 10 440 combattants. L'émir y édifia plusieurs ouvrages dont le siège de son califat et une manufacture d'armes.
En 1838, les juifs de Miliana (qui forment alors une communauté importante) sont expulsés sur l'ordre d'Abdelkader. Ils n'y rentrèrent que deux ans plus tard, mais sur les trois cents familles qui en étaient parties « plus de la moitié manquait au retour ».
La ville est occupée en 1840 par les troupes du maréchal Valée, mais la garnison est assiégée à plusieurs reprises par Ben Allel et les tribus locales. Des renforts furent alors dépêchés d'Alger par le maréchal Bugeaud pour approvisionner les assiégés. Ben Allel meurt en 1843 et les troupes françaises incendient la cité en 1844 pour déloger les partisans de l'émir.
L'empereur Napoléon III vient en visite à Miliana en 1865. En 1901, les tribus Righa d'Aïn Torki, sous la direction de Cheikh Yakoub, se révoltent.
Durant cette époque, la ville sera marginalisée au profit de Khemis Miliana de création coloniale .
En 1957 pendant la guerre d'Algérie eut lieu à Oued Guergour au sud de Miliana une bataille opposant les moudjahidines à l'armée française.

## Démographie

### Population
Miliana est une vieille cité, peuplée par des descendants d'Andalous, de Koulouglis et de Berbères du Zaccar.

### Évolutions
Miliana est la quatrième commune la plus peuplée de la wilaya de Aïn Defla après Khemis Miliana, Aïn Defla et El Attaf, selon le recensement général de la population et de l'habitat de 2008, la population de la commune de Miliana est évaluée à 44 201 habitants contre 22 528 en 1977 :
| 1977   | 1987   | 1998   | 2008   |
| ------ | ------ | ------ | ------ |
| 22 528 | 27 183 | 39 662 | 44 201 |

## Culture

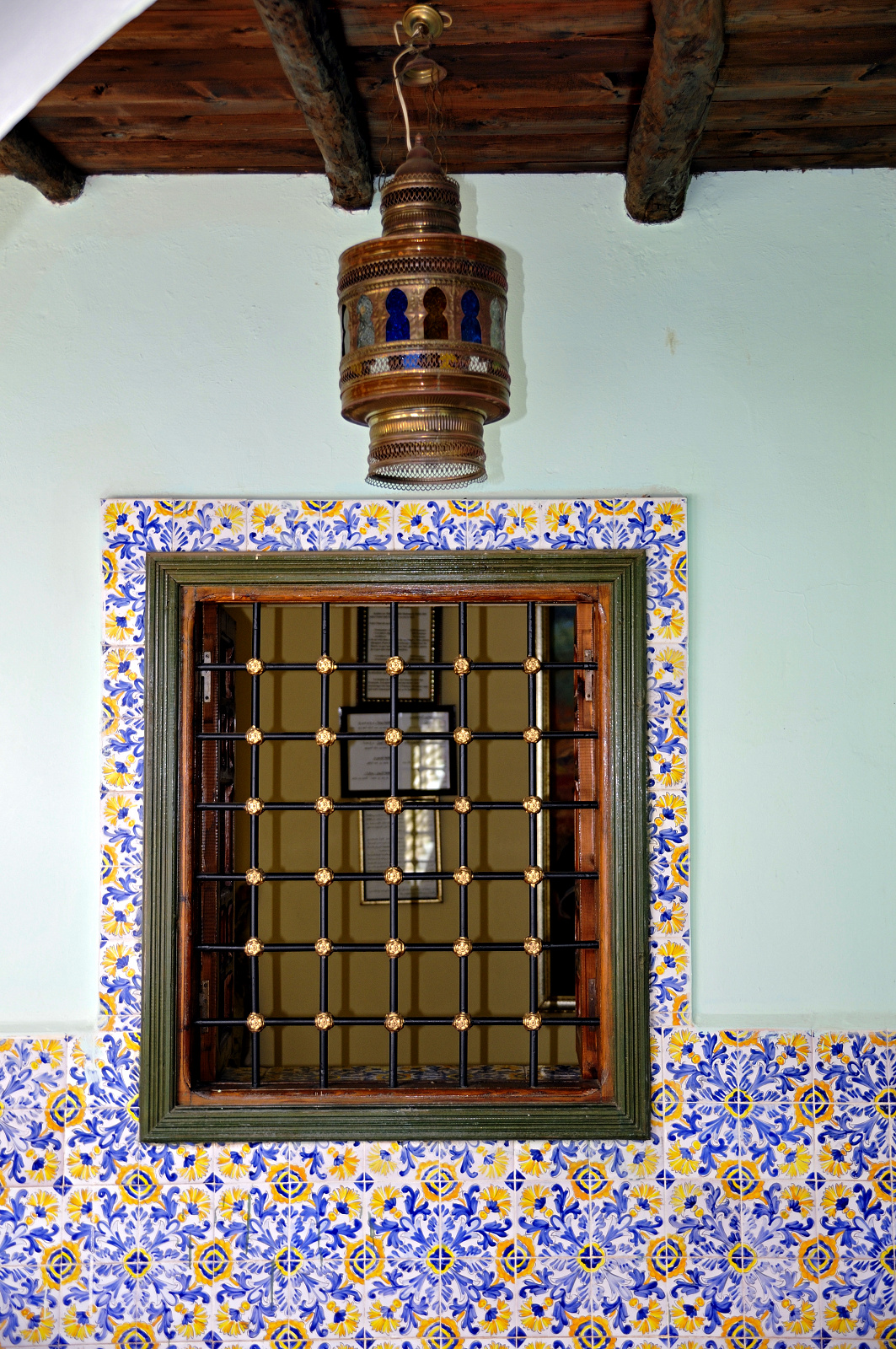
Maison de style mauresque.

Miliana dispose de plusieurs groupes musicaux spécialisés dans différents styles musicaux citadins algériens : musique andalouse, chaâbi et zorna. Elle accueille une manifestation de la musique andalouse, ce festival réunit des musiciens issus des trois écoles algériennes de la musique andalouse, la çan'a d'Alger, le gharnati de Tlemcen et le malouf de Constantine.
La célébration du Mawlid Ennabaoui (fête de la naissance du prophète Mahomet) à Miliana se distingue par la fabrication de m'narette, sortes de maquettes faites de bois et de roseaux en forme de mosquées, de tours et de bateaux. À la veille du Mawlid, un défilé des m'narette illuminées de bougies et achalandées de friandises et de fruits prennent le chemin depuis la mosquée Sidi Ahmed Benyoucef. La m'nara du quartier Chergua est considérée comme la meilleure, sa conception est inspirée de la flotte turque : un bateau à voiles mesurant deux mètres de long, décoré et orné de cinq canons en bronze et en bois.

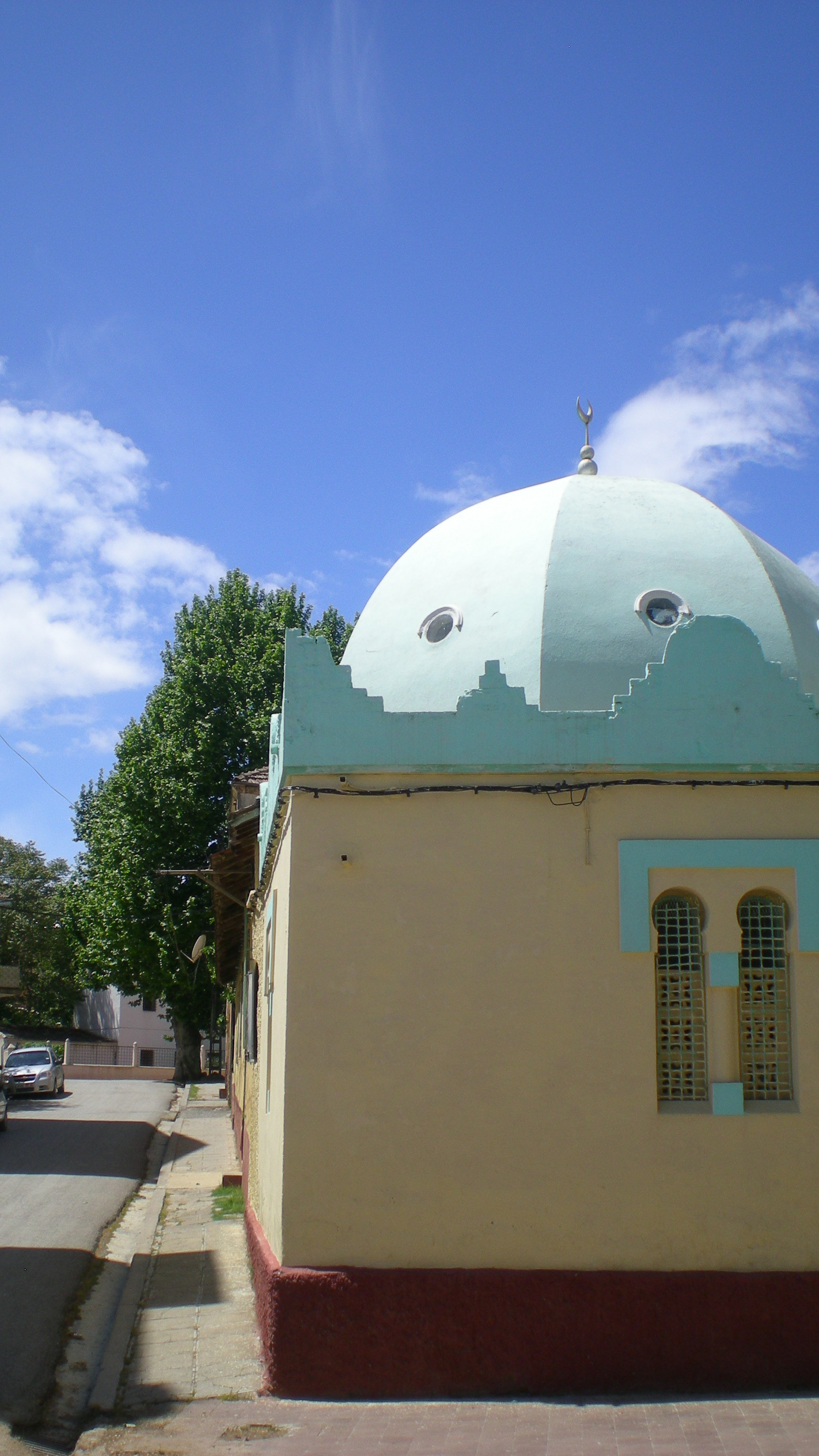
Mausolée d'un saint

Le Rekb de Miliana est une tradition de la tribu berbère des Beni Farh et de la région, c’est un pèlerinage annuel dans l'enceinte du mausolée de Sidi Ahmed Benyoucef. Des centaines de pèlerins venus de plusieurs régions du pays entament leur procession à partir de la ville de Messelmoun (wilaya de Tipaza) jusqu'au mausolée du saint.
La fête des cerises de Miliana, est une manifestation socio-culturelle annuelle instaurée pendant la colonisation. Elle se déroule durant la dernière semaine du mois de juin, elle a été maintenue avec l'indépendance du pays. Elle permettait aux Milianais de fêter les qualités de la cerise de Miliana et aux visiteurs de découvrir les us et coutumes de la ville et de déguster les différentes confiseries faites à base de cerises. Elle a connu une rupture d'une décennie, puis a nouveau été célébrée dans le cadre d'un plan de réhabilitation des fêtes locales spécifiques à la wilaya d'Aïn Defla. La production de cerises a très fortement régressé avec celle de l'horticulture. La construction et la déstructuration du patrimoine des jardins en sont la cause principale.

## Patrimoine
Quelques monuments qui remontent du XVIIIe au XIXe siècle subsistent de nos jours. En 2020, la vieille ville de Miliana a été classé secteur sauvegardé.
L'ancienne demeure de l'émir Abdelkader est un édifice de style mauresque situé en plein centre-ville, restauré et aménagé en musée de Miliana. Il comprend plusieurs salles d'expositions sur l’histoire de la région telle que des vestiges archéologiques d'époques romaine et musulmane, les résistances populaires pendant la conquête de l'Algérie par la France et également des objets ethnographiques du Sud algérien.
La mosquée de Sidi Ahmed Benyoucef est attribuée au saint Abu El-Abbas Ahmed Benyoucef Errachidi, une figure mystique, né à Kalaa des Beni Rached près de Mascara au milieu du XVe siècle, mort en 1526 et inhumé à Miliana en 1774 par Mohamed El-Kebir, le bey d’Oran. Ce monument a fait l’objet des travaux d’aménagement. Le minaret El-Batha faisait partie d’une ancienne mosquée dite djemaâ El-Turk ou djemaâ El-Batha ; elle est détruite vers 1844 pour aménager une place publique et son minaret a été transformé en horloge.
La manufacture d’armes de l’émir Abdelkader, est située dans la banlieue est de la ville, cette usine a été édifiée par l’émir vers 1839. Les remparts, selon certaines sources, sont d’origine antique, mais ils ont subi de nombreuses transformations notamment en raison de l’extension de la ville coloniale. La ville dispose d'un grand jardin public créé en 1890.
En 2001, subsistaient à la sortie de Miliana les restes d'un cimetière juif.

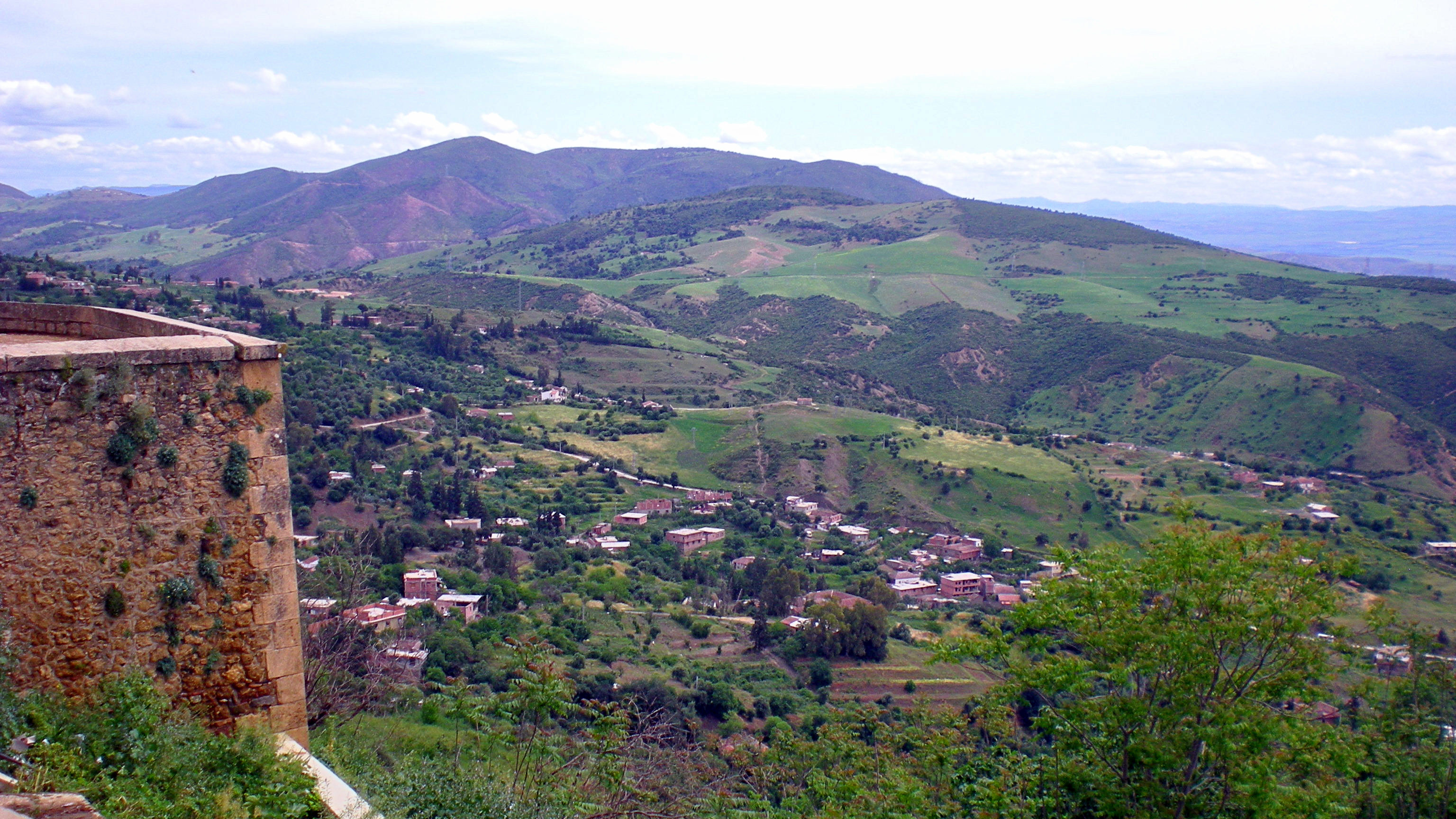
Les remparts et les faubourgs.
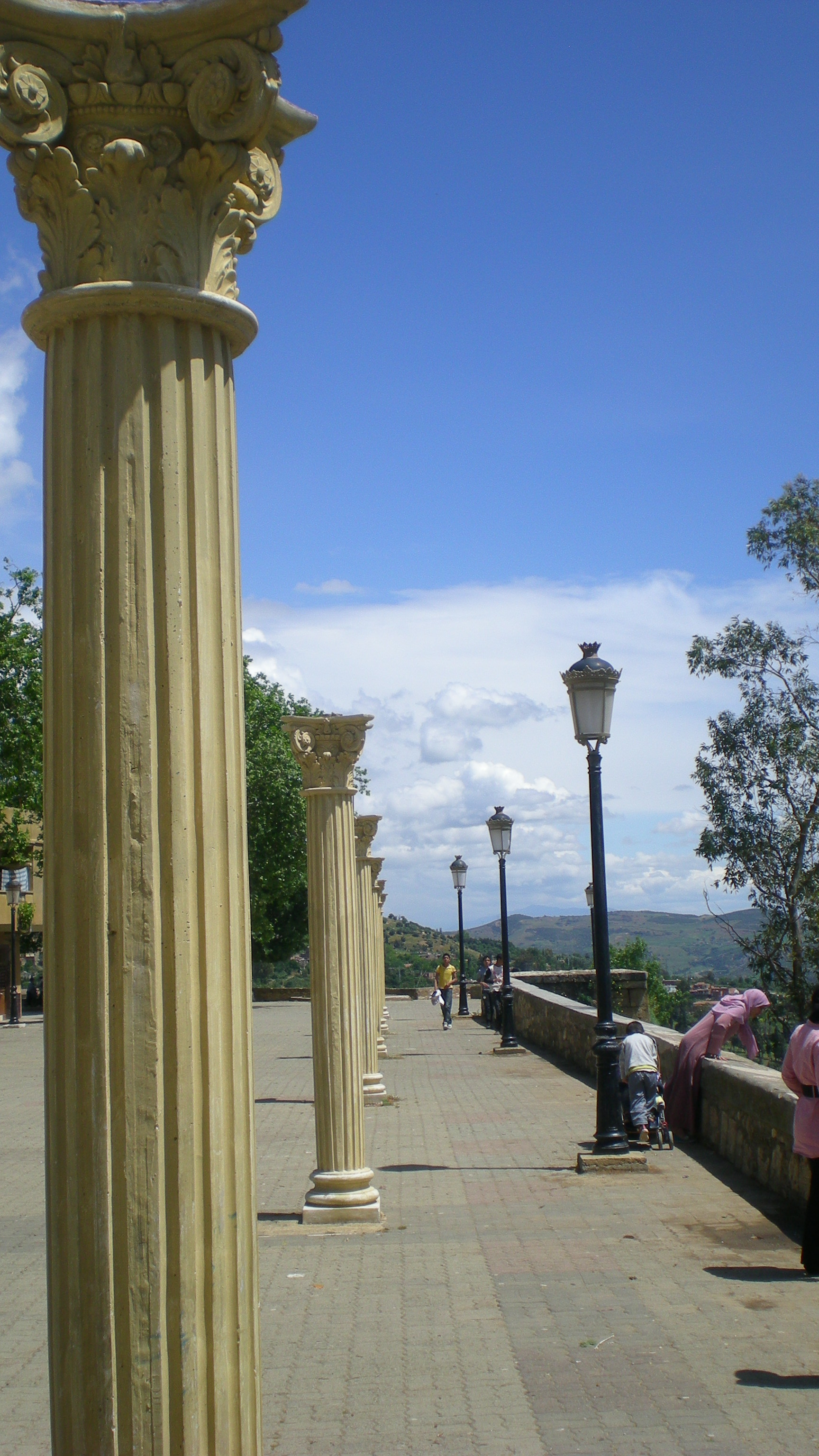
Le belvédère place Ammar Ali.
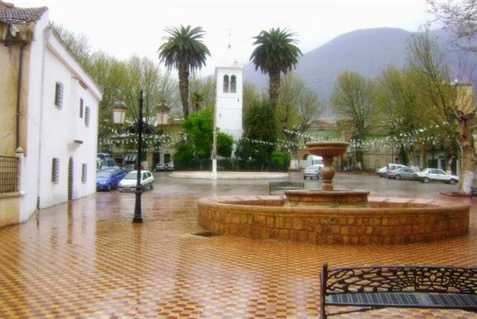
Le minaret El-Batha.
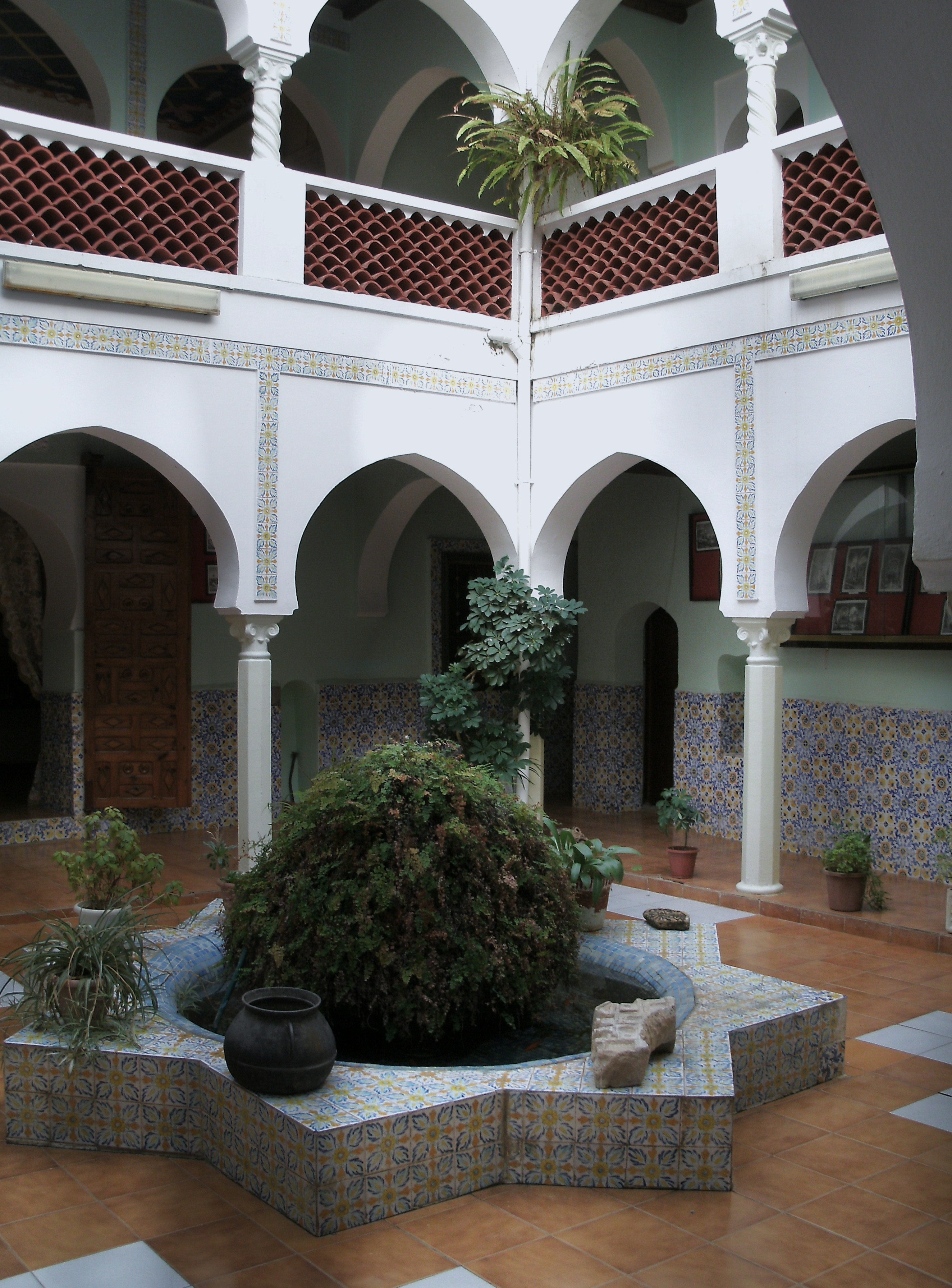
Musée de l'émir Abdelkader
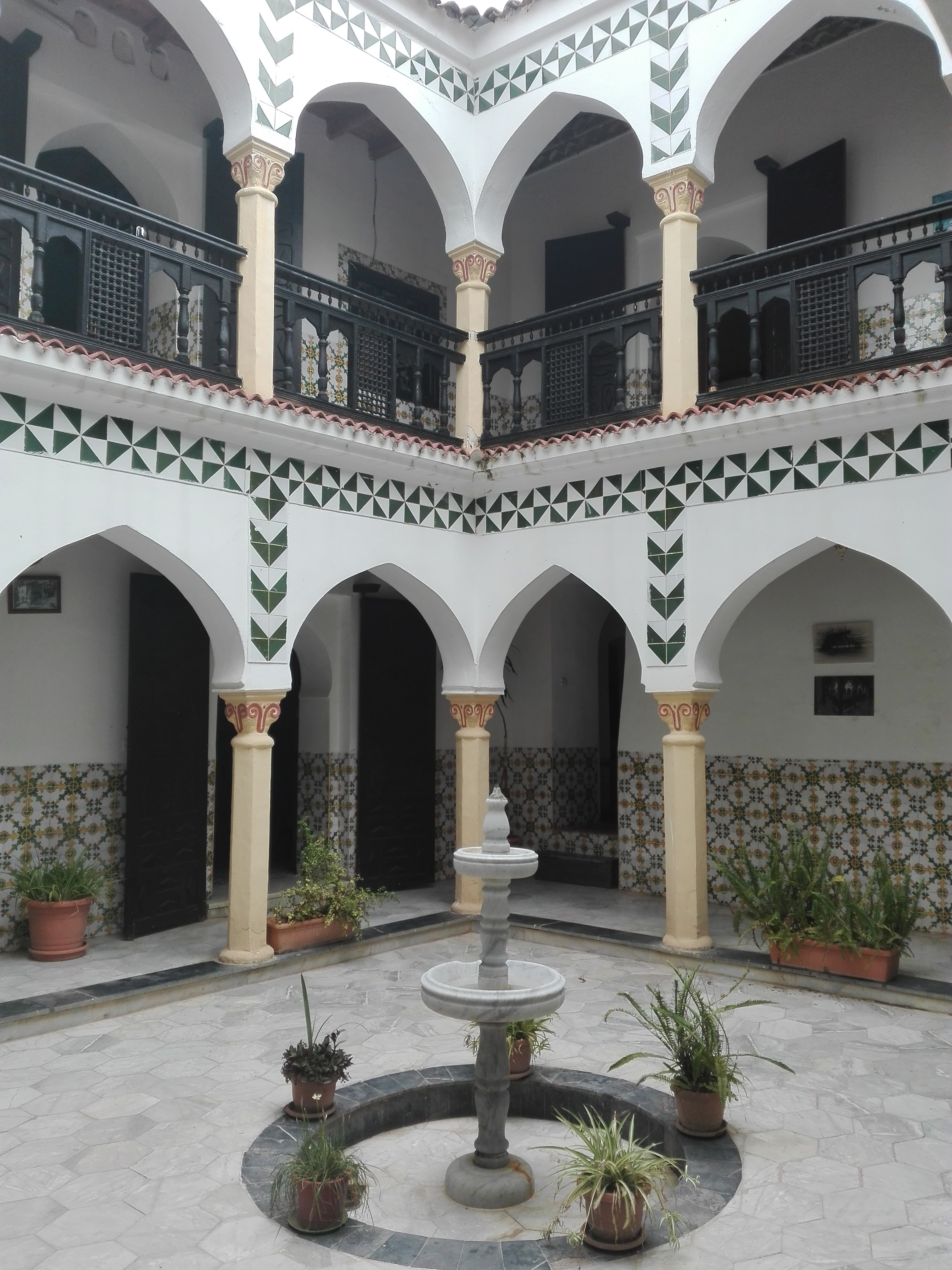
Manufacture d'armes de l'émir Abdelkader
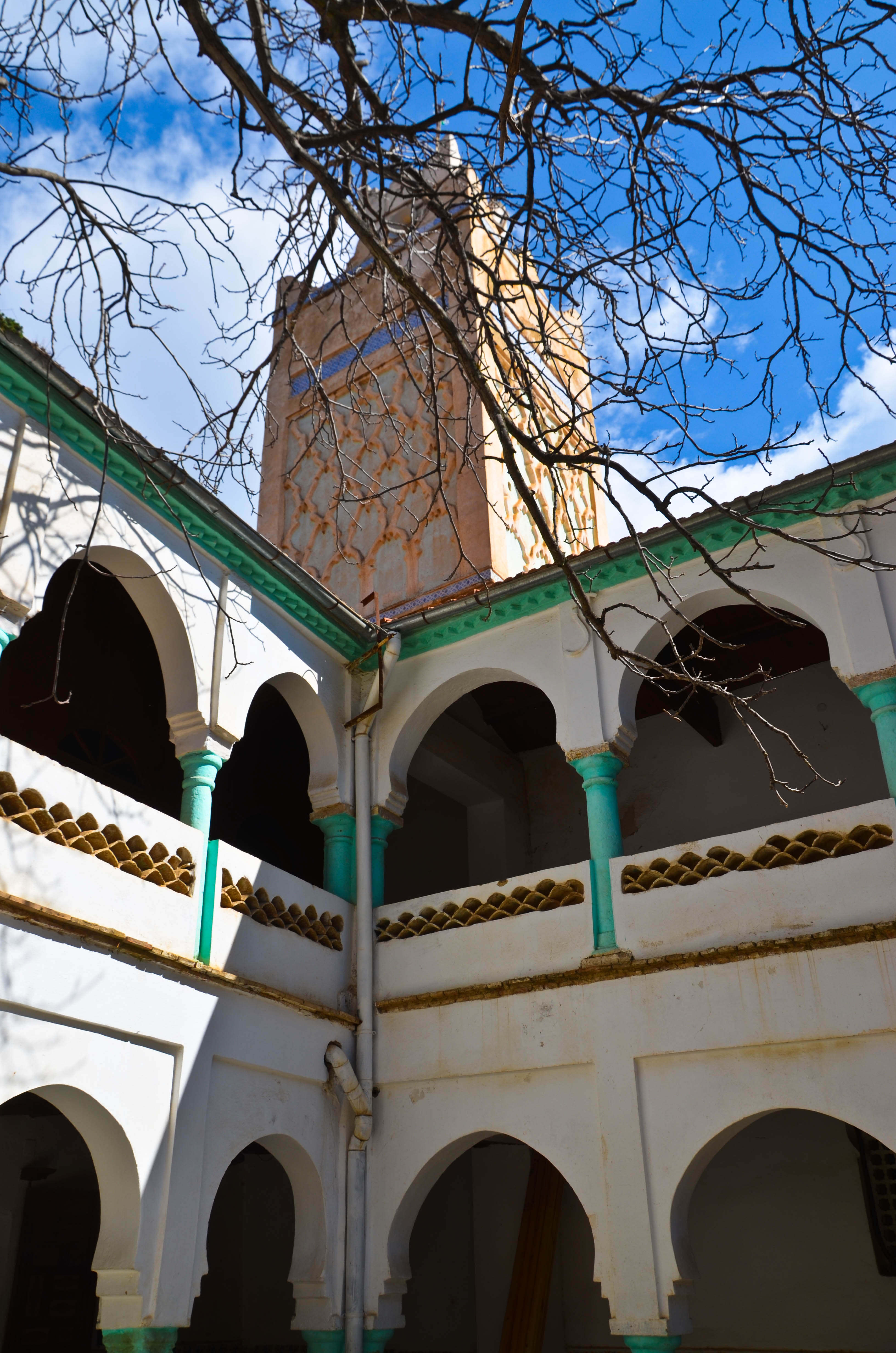
Mosquée de Sidi Ahmed Ben Youcef.

## Personnalités liées à la cité
- Sidi Ahmed Benyoucef Errachidi (1435-1524), dont le mausolée a été classé monument historique en 1978.
- Nadir Boumaza (1945), géographe sociologue, universitaire, professeur émérite de l'Université de Grenoble après avoir exercé à l'Université d'Alger, a dirigé (2001-2005) le Centre Jacques BERQUE (Rabat, )Maroc, a donné des conférences en Algérie, Canada, France, Italie, Canada, Japon, Maroc, Niger, Suisse, Tunisie.
- Abdelkader Larbi Bouamrane, footballeur algérien, y est né.
- Alphonse Daudet (1840-1897), écrivain, y a séjourné. Dans les Lettres de mon moulin, une nouvelle s'intitule À Milianah
- Lantri Elfoul, (1936-2012), professeur de traduction, auteur de Miliana la mémoire, 2009, (Casbah éditions) et de Traité de traductologie, 2006, Casbah éditions, né et a grandi à Zougala, Miliana.
- Augustin Ferrando (1880-1957), peintre orientaliste, directeur de l'École des Beaux-Arts d'Oran.
- Marcello Fabri (1889-1945), poète, peintre orientaliste, essayiste, philosophe, critique d'art, dramaturge, fondateur de deux revues.
- Mohamed Bouras (1908-1941), fondateur des Scouts musulmans algériens (SMA).
- Pierre Bolotte (1921-2008), sous-préfet de Miliana.
- Mustapha Ferroukhi (1922-1960), résistant.
- Ali Ammar dit Ali la Pointe (1930-1957), ancien militant et martyr de la révolution algérienne. Héros de la Bataille d'Alger.
- Walter Amsallem (1931-), ancien maire (1977-2001) de Beauvais, y est né.
- Mustapha Tounsi (1939-2018), officier de L'ALN et écrivain.
- Jean Kay (1943-2012), aventurier et écrivain.
- Mustapha Chérif, penseur et homme politique algérien, y est né en 1950
- Mohamed Benchicou (1952), écrivain et journaliste.
- Mahfoud Ferroukhi (né en 1953), archéologue algérien.
- Jacques Pérais (1954-), footballeur et agent de joueurs.
- Noureddine Ferroukhi (1959-2019), artiste plasticien et enseignant.
- Djamel Bensmail (1985-2021), musicien, artiste peintre et militant du Hirak[31]
- Claudia Moatti (1954-), historienne.